# Elfriede Ettl
Elfriede Ettl (* 28. Februar 1914 in Frauenkirchen; † 20. November 2003 in Eisenstadt) war eine österreichische Ordensschwester, Malerin und Kunsterzieherin.

## Leben
Ettl wurde im Jahre 1933 Ordensfrau der Schwestern vom Göttlichen Erlöser. Sie war Lehrerin am Theresianum Eisenstadt und Krankenschwester im slowakischen Košice. Von 1940 bis 1945 studierte Ettl an der Akademie für Bildende Künste in Budapest. Für die Ausrichtung ihres Schaffens waren zwei Teilnahmen (1954 und 1961) bei Oskar Kokoschkas Schule des Sehens an der Internationalen Sommerakademie in Salzburg entscheidend. Danach Weiterbildung bei Josef Dobrowsky. Das Aquarell war Ettls Domäne.

## Auszeichnungen
- 1961: Oskar-Kokoschka-Preis[4]
- 1980: Kulturpreis des Landes Burgenland
- 1987: Großes Ehrenzeichen des Landes Burgenland
- 1994: Komturkreuz des Landes Burgenland[5]

## Werke
- Mosaik nach F. W. Webers Gedichtepos Dreizehnlinden an der Volksschule in Sankt Margarethen im Burgenland
- Kreuzwegstationen in der Kapelle der Röm. Kath. Volksschule und Hauptschule Neusiedl am See
- Fensterbilder in der Pfarrkirche Forchtenstein

## Ausstellungen
- 1982 Zyklus Glaube der die Erde liebt Haus der Begegnung
- 1984 Zyklus Bilder dem Fluss der Medien entrissen ORF-Funkhaus Eisenstadt
- 1994 Burgenländische Landesausstellung in Halbturn
- 2014 Bruder Pinsel, Schwester Farbe. Elfriede Ettl zum 100. Geburtstag. Landesgalerie Burgenland in Eisenstadt

## Publikationen
- mit Ana Schoretits (Hrsg.): Spätlese. Eine Einführung in das Gesamtwerk. Bildband, Tyrolia Verlag, Innsbruck 1993, ISBN 3-7022-1913-7.
- mit Josef Dirnbeck: Sonnengesang. Das Lied des heiligen Franziskus in Text und Bild. Bilder: Elfriede Ettl. Texte: Josef Dirnbeck. Schwestern vom Göttlichen Erlöser (Hrsg.), Eisenstadt 1998.[6]